# Rafi Perec
Rafi Perec (hebrejsky רפי פרץ‎, narozen 1956) je izraelský politik, bývalý předseda strany Židovský domov, v letech 2020 až 2021 byl ministrem pro záležitosti Jeruzaléma v páté vládě Benjamina Netanjahua. Předtím byl v letech 2019 až 2020 ministrem školství. Má hodnost brigádního generála Izraelských obranných sil (IOS). Od roku 2010 byl vrchním rabínem vojenského rabinátu.

## Biografie
Narodil se v Jeruzalémě, kde vyrůstal ve čtvrti Kirjat ha-Jovel, a kde studoval v ješivách Netiv Me'ir a Merkaz ha-rav. Během své povinné vojenské služby v izraelské armádě se dal k letectvu, kde po absolvování letecké akademie sloužil v letech 1974 až 1981 jako pilot transportních vrtulníků CH-53. Následně působil jako armádní letecký instruktor a pilot v záloze. Žil v osadě Bnej Acmon v Pásmu Gazy, kde v roce 1992 založil vojenský přípravný program Ocem. Přesto, že byl proti izraelskému stažení z Pásma Gazy (2005), v zájmu židovské jednoty se jako jeden z předních představitelů bloku osad Guš Katif vyslovil proti násilnému odporu vůči evakuaci a proti neuposlechnutí rozkazů izraelských vojáků. Po evakuaci se jeho vojenský přípravný program přesunul do mošavu Jated v Negevské poušti.
V roce 2010 byl povýšen do hodnosti brigádního generála a jmenován vrchním vojenským rabínem Izraelských obranných sil.
V srpnu 2020 u něj byla potvrzena nákaza nemocí covid-19.
Je ženatý a má dvanáct dětí.